# Pieter Jan Brugge
Pieter Jan Brugge (* 6. November 1955 in Deventer, Provinz Overijssel) ist ein niederländischer Filmproduzent.

## Leben
Brugge ist in den Niederlanden aufgewachsen und studierte an der niederländischen Film and Television Academy. Er erhielt ein Stipendium vom Kultusministerium, um am American Film Institute sein Studium fortzusetzen. Ab 1984 war er zunächst als Production Manager an mehreren US-amerikanischen Filmproduktionen beteiligt. 1987 stieg er zum Line Producer auf und begleitete die Produktion von Mein teuflischer Liebhaber. Brugge ko-produzierte 1989 die Filme Loverboy – Liebe auf Bestellung und Glory und war im Anschluss als Ausführender Produzent und Produzent an mehr als zehn weiteren Filmprojekten beteiligt.
Bei der Oscarverleihung 2000 waren er und Michael Mann für ihre Produktion Insider für den Oscar in der Kategorie Bester Film nominiert.
Im Jahr 2004 gab Brugge mit Anatomie einer Entführung sein Regiedebüt. Bislang war dies seine einzige Regiearbeit bei einem Film, 2016 drehte er noch eine Folge der Serie Bosch. 2010 war er als Schauspieler in einer kleinen Rolle in 127 Hours zu sehen. Seit 2016 war er als Ausführender Produzent an der Serie Bosch beteiligt, die 2021 endete.

## Filmografie (Auswahl)
- 1993: Die Akte (The Pelican Brief)
- 1993: Crazy Instinct
- 1993: Spurlos (The Vanishing)
- 1994: Clifford – Das kleine Scheusal (Clifford)
- 1995: Heat
- 1998: Bulworth
- 1999: Insider
- 2004: Anatomie einer Entführung (The Clearing)
- 2006: Miami Vice
- 2008: Defiance – Für meine Brüder, die niemals aufgaben (Defiance)
- 2010: Love and other Drugs – Nebenwirkung inklusive (Love and Other Drugs)
- 2014–2021: Bosch (Fernsehserie)